# 王艳 (全国人大代表)
王艳（1973年5月—），天津人，回族，中国共产党党员。中华人民共和国公交车驾驶员、第十三届全国人民代表大会天津市代表。

## 生平
1993年，王艳中专毕业分配到天津公交系统。2022年时，王艳是天津市公交集团第三客运有限公司8路车队驾驶员。她在岗期间，保持零投诉、零违章记录。2015年，评为天津市劳动模范。2018年，王艳被选为天津市出席第十三届全国人民代表大会代表。2019年，获得“全国五一劳动奖章”。